# Hlas – sociálna demokracia
Hlas – sociálna demokracia (dansk: Stemme – socialdemokrati), også almindeligt omtalt som Hlas, er et socialdemokratisk politisk parti i Slovakiet. Det blev grundlagt i 2020 af udbrydere fra Smer – Sociálna demokracia (Smer) ledet af tidligere premierminister Peter Pellegrini. I oktober 2022 blev det optaget som associeret medlem af De Europæiske Socialdemokrater (PES).
Flere medlemmer af partiets præsidium, herunder dets leder Peter Pellegrini, sættes i forbindelse med bestikkelse og magtmisbrug i vidneudsagn. I december 2020 blev Peter Žiga, et medlem af partiets præsidium, anklaget for bestikkelse.

## Historie
Partileder Peter Pellegrini blev medlem af Smer – Sociálna demokracia (SMER–SD) i 2000. Efter at være blevet valgt til det Nationalrådet ved parlamentsvalget i 2006, havde Pellegrini flere poster som statssekretær, minister og formand for Nationalrådet. Han blev valgt til næstformand for SMER–SD i 2014. Pellegrini efterfulgte Robert Fico som premierminister efter en regeringskrise i 2018 udløst af mordet på den undersøgende journalist Ján Kuciak. Fico forblev partiformand.
Pellegrini var spidskandidat for SMER-SD ved det slovakiske parlamentsvalg i 2020, mens han stadig fungerede som partiets næstformand. Efter at have vundet 170.000 flere personlige stemmer end Fico, opfordrede Pellegrini til et partikonvent og udtrykte sin intention om at stille op som partiformand.
Det politiske parti blev annonceret 29. juni 2020 og registreret af Indenrigsministeriet 11. september 2020. Partiet blev lanceret af den tidligere premierminister Peter Pellegrini. På dagen for lanceringen af det nye parti forlod Pellegrini SMER-SD sammen med yderligere ti af partiets medlemmer af  Nationalrådet. For at blive registreret som parti skulle det indsamle 10.000 underskrifter inden 25. december 2020. Pellegrini, Matúš Šutaj Eštok og Peter Kmec dannede partiets forberedende udvalg, og Pellegrini blev partiets formand.
Umiddelbart efter partiets dannelse var dets støtte omkring 16 %. I oktober 2020 blev partiet det mest populære for første gang og var foran i de fleste meningsmålinger indtil januar 2023. Efter Pellegrini besøgte Olaf Scholz i marts 2023, opfattede nogle kommentatorer et skift i det foretrukne slovakiske medlemsparti i De Europæiske Socialdemokrater (PES) fra SMER-SD til Hlas-SD, på grund af mere radikal retorik fra SMER-SD.
Ved parlamentsvalget i Slovakiet 2023 fik Hlas-SD 14,7 % af stemmerne hvilket var tredjeflest efter Smer – Sociálna demokracia og Progresívne Slovensko (PS).

## Ideologi
Hlas-SD har et pro-europæisk udsyn og ønsker at fremme traditionelle socialdemokratiske mål inden for velfærdsstaten.
Partiet er blevet beskrevet som et catch-all-parti og er ofte tilbageholdende med at indtage holdninger, som en betydelig del af vælgerne er imod.